# San Felipe (Guainía)
San Felipe ist ein nicht-kommunalisiertes Gebiet im Departement Guainía in Kolumbien. Es hat 1362 Einwohner. Es liegt auf 8 m über dem Meeresspiegel.